# Dean Park, New South Wales
Dean Park este o suburbie în Sydney, Australia.